# 忍足欣四郎
忍足 欣四郎（おしたり きんしろう、1932年1月12日 - 2008年3月26日）は、日本の言語学者、中世英語・英文学者。東京都立大学名誉教授。

## 来歴
都立大学教授を退官後、白百合女子大学教授を2006年まで務めた。ベーオウルフの新訳で知られる。
2008年3月26日、脳梗塞のため死去。

## 著書
- 英和辞典うらおもて 岩波新書 1982
- 英単語を増やそう 岩波ジュニア新書 1992

## 編著
- 岩波新英和辞典 中島文雄共編 岩波書店 1981

## 翻訳
- 修辞 ピーター・ディクソン 研究社出版 1975
- フットボールの社会史 F・P・マグーン、Jr. 岩波新書 1985
- ベーオウルフ 中世イギリス英雄叙事詩 岩波文庫 1990

## 追悼論集
- 『ベーオウルフ』とその周辺―忍足欣四郎先生追悼論文集　唐澤一友編、春風社 2009